# Glande del clítoris
El glande del clítoris es solamente el extremo visible del órgano, que está formado por diversas partes internas e incluye tejido nervioso y tejido eréctil. Durante la respuesta al estímulo sexual, los tejidos eréctiles se llenan de sangre. El glande del clítoris se corresponde, ontogénica y morfológicamente al glande del pene en los órganos sexuales masculinos. El tamaño del clítoris puede variar dentro de un amplio margen, llegando en casos extremos a tamaños próximos a los 7 cm de longitud.